# Jean Larivière
 (août 2008).
Pour les articles homonymes, voir Larivière.
Ne doit pas être confondu avec Jean Larivière (photographe animalier).
Jean Larivière (né le 12 mars 1940 à Paris) est un photographe français.

## Biographie
- 1940: Naissance à Paris.
- Diplôme de l'École régionale des beaux-arts d'Angers.
- 1963 / 1973 : Réalisation d’un film d’animation, Jamais toujours, avec le soutien du peintre surréaliste Roberto Matta et des cinéastes : Chris Marker, Roger Vadim et Christian Quinson.
- Années 1960 : Création d’un dessin animé de quatre minutes, 17e rictus parallèle, dans lequel il stigmatise la guerre du Viêt Nam.
- 1966 : Assistant de Chris Marker pour le film, Si j’avais quatre dromadaires. Il poursuit des recherches sur le cinéma d’animation pour la télévision.
- 1967 : Jean Larivière invente une machine au pouvoir étrange : désintégrer les sentiments érotiques. Il présente les plans à Salvador Dalí qui, enthousiaste, commande la réalisation. Mais, faute de moyens, celle-ci ne verra pas le jour. Le projet reste pourtant d’actualité.
- Années 1970 : Ses multiples voyages lui inspirent des mises en scène en noir et blanc, fortes et contrastées, dans lesquelles il confronte paysages et personnages. Puis, il se tourne vers la photographie publicitaire. C’est ainsi qu’il réalise un catalogue pour le malletier Louis Vuitton et crée sa nouvelle campagne, L’âme du voyage : début d’une collaboration qui dure depuis plus de vingt ans, et qui l’emmènera dans plus de dix-sept pays.
- Années 1980 : Jean Larivière poursuit ses recherches et son travail plastiques à travers les campagnes publicitaires. Il met au point une méthode de travail qui participe de la construction de son œuvre et de l’élaboration de sa grammaire formelle : il dessine et compose l’image avant même de partir. Il contribue régulièrement, en tant que photographe de mode, aux magazines Vogue Paris, Jardin des Modes, Égoïste et Actuel. Il se voit également confier les campagnes publicitaires de griffes prestigieuses telles Van Cleef & Arpels, Nina Ricci, Montana[Quoi ?], pour les parfums, les maisons Lanvin, Pierre Cardin, Georges Rech, Mercedes, Charles Jourdan, les champagnes Pommery et Lanson, ou encore le grand cru Lafite Rothschild.
- 1985 : Il reçoit le prix du meilleur photographe publicitaire.
- 1987 : Exposition à la Hamilton’s Gallery, Londres, et Miller’s Studio, Zurich.
- 1988 :
  - Exposition aux Rencontres internationales de la photographie d'Arles
  - Exposition à la Galerie Krinzinger, Vienne.
  - Au-delà de la pub, exposition rétrospective de son travail, présentant également sa collaboration avec la maison Vuitton et Vogue, à l’espace Van Gogh, Arles.
  - Exposition à la Galerie Marconi, Milan.
- 1989 : Premier festival de la photographie de mode, Trouville.
- Années 1990 : Mené parallèlement à la grande campagne Virgin ou aux photographies de mode, le reportage photographique occupe une place omniprésente dans son travail. Ainsi paraissent un reportage sur la pollution en Tchécoslovaquie dans le magazine Actuel, et un autre sur les bains de Budapest pour Glamour.
- 1990 / 1991 : Festival de la photographie de mode, Budapest.
- 1992 : Festival du centre de la photographie andalouse, Almeria (Espagne) et Exposition universelle de Séville.
- 1993 : Il réalise un reportage à Pagan en Birmanie sur les temples anciens, pour Patrimoine 2001 sous l’égide de l’UNESCO.
- 1994 : Il réalise les grandes campagnes publicitaires pour Chaumet, une campagne pour Barclay’s Bank et une brochure internationale pour La Monnaie de Paris. Par ailleurs, les premiers jouets issus de sa collection personnelle font leur apparition dans la nouvelle campagne publicitaire qu'il crée pour Louis Vuitton. Parallèlement, il travaille pour les catalogues de Georges Rech Homme, et accomplit une série de photographies pour le magazine Mode France.
- 1995 : Reportage sur le dernier sous-marin nucléaire français lanceur d’engins, Le Triomphant, pour Vogue Hommes. Parution des images de Birmanie dans le magazine Géo. Création de la campagne du parfum De-ci de-là pour Nina Ricci et de celle des champagnes Mumm.
- 1996 :
  - Le journal Libération lui confie la couverture quotidienne lors des collections de prêt-à-porter printemps/été 1996.
  - Visa pour l'image, présentant ses photos de Birmanie, Perpignan (septembre).
  - Exposition La photographie contemporaine en France, dix ans d’acquisitions du Fonds national d’art contemporain (FNAC) et du Musée national d’art moderne, à la galerie 27 du Centre Georges-Pompidou, Paris.
- 1997 : Il se tourne résolument vers la mode en collaborant régulièrement aux magazines ELLE, Cosmopolitan et Marie-Claire. Deux expositions simultanées, Le Triomphant et Voyage en Birmanie, sous l’égide de la Maison européenne de la photographie (MEP), à l’espace photographique du Forum des Halles, Paris.
- 2002 : Parution d’un travail sur la mode dans le magazine Citizen K.
- 2003 :
  - Création de L’Expédition et No Se, deux séries artistiques inspirées de son périple au Chili.
  - Exposition d’une photo de L’Expédition au Carrousel du Louvre de Paris, dans le cadre de Paris Photo.
- 2004 : Universal Symbol of the brand, exposition à Kōbe (Japon).
- Aujourd’hui: Le photographe mêle photographies personnelles et aquarelles en devenir dans des œuvres uniques. Par ailleurs, il s’attèle à une exposition ainsi qu’un livre consacrés à son travail. En outre, sa collaboration amicale à la maison Vuitton est toujours d’actualité, cette dernière l’ayant sollicité pour la création de frises murales à intégrer dans leur nouvelle boutique dans le monde. Ces frises sont par ailleurs accompagnées de dessins originaux de l'artiste, racontant la fabrication et l’histoire des photographies exposées.
- Depuis 1996 : De nombreuses œuvres de Jean Larivière sont entrées dans les collections muséales et particulières, dont le Musée des arts décoratifs, le CNAP (Centre national des arts plastiques) et le FNAC (Fonds national d’art contemporain) ainsi que le MAM Paris (Musée d'art moderne de la ville de Paris).